# 美國隊長
美國隊長，本名為史蒂芬·羅傑斯（Steven Rogers），暱稱史帝夫·羅傑斯（Steve Rogers）（有時也被稱為羅傑斯隊長），是出現在漫威漫畫中的虛構超级英雄。由喬·西蒙（Joe Simon）及杰克·科比所創作，首次出現於《美國隊長》#1（1941年3月）。
美國隊長在二戰、冷戰的時代背景下創作，經常被視為美國的愛國精神的象徵，當初只是作为为美国提升国家形象和宣传的用途，漫威漫畫後來在1964年創作了一支超級英雄英雄團隊復仇者聯盟。在數年後，美國隊長的漫畫在不同的國家獲得數百萬份的銷量。
在2016年5月26日出版的《美國隊長：史蒂夫·羅傑斯》#1中，揭露美國隊長為犯罪組織九頭蛇的成員。後來則在《美國隊長：史蒂夫·羅傑斯》#2中揭露美國隊長是被紅骷髏以宇宙魔方控制，植入了錯誤的記憶。
在2011年，IGN的前100名漫画书超级英雄中排行第6。2012年在「最偉大的五十名復仇者成員」中排名第二，2014年則在「前25名最佳漫威超級英雄名單」排名第二。

## 出版歷史
美国队长是漫威漫畫的前身——時代漫畫（Timely Comics）的一位受歡迎的漫畫角色。在1940年代這個被歷史學家稱為漫畫的黃金时代的期間，首本美国队长漫畫在1940年12月準備推出漫畫市場，剛好那段時期和珍珠港事件、德軍動作距離不遠，促成了充滿美國主義色彩的美国队长漫畫在推出後大受歡迎。雖然同期也出現過不少和美国队长漫畫風格相同的作品，可是美国队长是在眾多同類作品和第二次世界大战期間中最突出、最受歡迎的超級英雄。在漫畫中，美国队长會與他的伙伴巴奇·巴恩斯面對纳粹、日本人和其他在戰場中美國的敵人的挑戰。但在二戰結束後，美國隊長的人氣越來越低，漫畫商嘗試用新的方法來令他恢複舊日的光彩，但并不成功。後來他的漫畫更停止出版了一段時間。
美國隊長後來在“復仇者聯盟＃4”（1964年3月）中被正式重新引入，其中解釋說，在第二次世界大戰的最後幾天，他從實驗性的無人機降落到北大西洋，並被凍結於冰塊中，一直處於假死狀態。並在被復仇者聯盟找到後成為團隊中的核心人物。隨著1960年代引入的其他漫威角色的成功，美國隊長被重塑成為一個“被過去記憶困擾，並試圖適應20世紀60年代社會”的英雄。
自59期（1964年11月）開始，鋼鐵人與美國隊長分別領銜於改版為一本書有兩個故事形態的《 懸疑故事 》漫畫。《懸疑故事》最後一期（第99期，1968年三月）出版後，該漫畫改名為《美國隊長》；鋼鐵人則出現於單篇漫畫《鋼鐵人與深海人》第一期中，隨即首次出現於專屬於自己的漫畫《無敵的鋼鐵人》第一期。

## 人物經歷

### 1940年代
一名出生於1920年的美國紐約市曼哈頓下東城的少年史蒂芬·格蘭特·“史帝夫”·羅傑斯（Steven Grant "Steve" Rogers）為貧困的愛爾蘭移民莎拉·羅傑斯和約瑟夫·羅傑斯的兒子。當史蒂夫還是個孩子時，約瑟夫就去世了，而莎拉則死於肺炎，那時史蒂夫還是個青少年。1940年初，在美國進入第二次世界大戰前，羅傑斯是一位身材高挑但卻骨瘦如柴的美術生，專門從事畫插畫和漫畫。
後來受到阿道夫·希特勒崛起的影響，羅傑斯試圖入伍，但由於身體虛弱而被拒絕，但他的決心吸引了美國陸軍的將軍切斯特·菲利普斯的注意，隨後收到「重生計畫」的通知。羅傑斯被用作超級士兵項目的測試對象，接受由約瑟夫·雷因斯坦博士（Dr. Josef Reinstein）製作的特殊血清，後來軍方表示雷因斯坦博士是科學家亞伯拉罕·厄斯金的假身分。
血清成功地將史蒂夫變成了一個近乎完美的人類，具有超人的力量、敏捷度、耐力和智力。該計劃的成功讓厄斯金想將這個實驗複製到其他人身上。
厄斯金拒絕寫下這項實驗的每一個關鍵要素，並留下有缺陷，不完美的步驟資料。因此在納粹黨間諜亨氏·克魯格（Heinz Kruger）殺死他後，厄斯金創造新的超級士兵的方法就此消失。美國隊長在被改造後馬上為厄斯金復仇。在1941年的原始故事中，克魯格是因自己撞向大型機械裝置而死亡，並非被羅傑斯殺死；在美國隊長＃109和＃255的修訂中，是羅傑斯將他打向機械裝置造成他死亡。
美國政府無法創造一名新的超級士兵，並願意隱藏重生計畫的慘敗，因此美國政府將羅傑斯視為愛國超級英雄，能夠對抗紅骷髏這個納粹黨特工的威脅。他獲得了自己設計的愛國制服、防彈盾牌、個人配槍和“美國隊長”這個稱號，同時在維吉尼亞州的利哈伊營地扮演一個笨拙的步兵。他與在營地服役的一名青少年巴奇·巴恩斯建立了友誼。
巴奇得知了羅傑斯的雙重身份，並提出如果他能成為美國隊長的助手，他就會保守秘密。在他們的冒險經歷中，富蘭克林·羅斯福為美國隊長提供了一個新的盾牌，由鋼和弧形合金鍛造而成，再用未知的催化劑融合，盾牌十分強大，更取代了自己的槍支。在整個第二次世界大戰中，美國隊長和巴奇與當時的超級英雄團隊侵略者聯盟一同抵擋納粹的威脅。美國隊長在第二次世界大戰中進行了多次戰鬥，主要是作為第26步兵團“Blue Spaders”第1營的成員。美國隊長亦在美國本土與許多罪犯戰鬥，其中包括各種各樣的服裝惡棍：蠟人（Wax Man）、劊子手（Hangman） 、尖牙（Fang）、黑爪（Black Talon）和白色死神（White Death）等。
除了巴奇之外，美國隊長偶爾會得到少年盟友的協助。他們是美國隊長漫畫粉絲俱樂部的成員。
1945年4月的下旬，在第二次世界大戰結束的日子裡，美國隊長和巴奇試圖阻止齊莫男爵摧毀一架實驗性的無人駕駛飛機。隨著羅傑斯和巴奇的緊追，齊莫派出了帶有炸藥的飛機。在巴奇試圖拆除炸彈時，炸彈在半空中爆炸了。羅傑斯則掉入北大西洋的冰冷水域。兩人都被推定死亡，但後來證實他們倆都沒有死亡。

### 1940年代末至1950年代
美國隊長在接下來的幾年裡出現在漫畫中，從第二次世界大戰時期與納粹黨戰鬥，再到對抗美國最新的敵人共產主義。在那個時候的故事中有多個人使用過美國隊長的身分。第二次世界大戰後的繼任者為威廉·納斯朗德和傑佛瑞·梅斯。
最後一位美國隊長威廉·伯恩賽德是一位十分迷戀美國隊長的傳奇人生的歷史系畢業生，他動手術將外表改造成羅傑斯的樣貌，並合法地改名為“史蒂夫·羅傑斯”，成為新的“1950年代的美國隊長”。他給他自己和他的學生傑克·門羅使用了一份有缺陷的超級士兵血清。結果，當他們兩人成為新的美國隊長和巴奇時，他們卻變得十分暴力和偏執，在紅色恐慌的高峰期間經常誣賴無辜的人是共產主義的同情者。他們的精神錯亂迫使美國政府將他們置於無限期的低溫儲存中，直到他們能夠治愈他們的精神疾病。

### 1960年代到1970年代
多年後，復仇者聯盟在北大西洋發現了羅傑斯的屍體。在將他復活之後，他們了解到羅傑斯自從1945年以來一直都冷凍在這塊冰塊中，但因為他從重生計畫中得到的超強體力而倖存下來。羅傑斯接受了復仇者聯盟的成員資格，他在個人戰鬥方面的經驗和他與入侵者聯盟合作的那段時間使他成為寶貴的資產。他很快就擔任團隊的領導與核心人物。
美國隊長因為無法阻止巴奇死亡而感到十分內疚。雖然他擔任了與巴奇長得非常相似的一位年輕人瑞克·瓊斯的監護人，但他拒絕讓瓊斯接受巴奇的身份，因為他並不希望為另一個年輕人的死負責。瓊斯則堅持認為他的英雄生涯會從那次失敗中繼續前進，說服羅傑斯讓他穿上巴奇的制服，但這段夥伴關係只維持很短的時間。因為美國隊長的老敵人紅骷髏在宇宙魔方的幫助下冒充羅傑斯，並將瓊斯帶走。
羅傑斯與他的老夥伴尼克·福瑞重聚，由於進行了“無限公式”這項實驗，尼克的身體也幾乎沒有老化。羅傑斯定期為神盾局執行任務，其中福瑞是神盾局的公共事務司長。透過福瑞，羅傑斯與神盾局的特工雪倫·卡特成為朋友，他最終與她建立了一段浪漫關係。
羅傑斯後來會見並訓練了山姆·威爾遜，山姆後來成為了超級英雄獵鷹，他是主流漫畫書中的第一位非裔美國人超級英雄。兩人建立了持久的友誼和伙伴關係，兩人後來遇到復出但仍然很瘋狂的1950年代美國隊長，也就是威廉·伯恩賽德。雖然羅傑斯和獵鷹擊敗了威廉和傑克·門羅，但羅傑斯深感不安，因為他認為是自己造成這兩人現在的命運的。
這段期間發生了漫威宇宙版本的水門案，讓羅傑斯對他的身分更加不確定，以至於他放棄了他的美國隊長身份，轉而使用游牧者這個身分，這個名稱的意思是“沒有國家的人”。在此期間，有幾名男子未能成為新的美國隊長。羅傑斯在考慮到身份可能是美國理想的象徵，而不是其政府之後，還是重新承認了這個身分。這是個人信念的縮影，當時他面對一名腐敗的陸軍軍官試圖通過訴諸他的忠誠來操縱他，他則告訴他:“我忠於一無所有，將軍......除了美國夢。”門羅後來會被治愈並接下了游牧者這個身份。

### 1980年代到1990年代
美國隊長在這段期間遇到了一些新的敵人，包括交叉骨和毒蛇幫。並與反民族主義恐怖分子旗幟粉碎者作戰，以及地下世界的史考治( Scourge 也有災難的意思)。也出現了中多配角，如菱斑與拆除者。
政府委員會命令羅傑斯直接為美國政府工作。他已經在紐約市的核彈事件中見識到政府的腐敗，羅傑斯選擇辭去他的身份，然後採用“隊長”的別名。替補他位置的新任美國隊長約翰·沃克（John Walker）努力模仿羅傑斯的理想，隱藏的壓力驅使沃克變得瘋狂。羅傑斯取回美國隊長的身份，而康復的沃克則成為了美國特工。
不久後，羅傑斯從一場甲基苯丙胺實驗的爆炸中活了下來，但這種藥物在他的生理系統內引發了超級士兵血清中的化學反應。為了對抗這種反應，羅傑斯將血清從他的身體中取出，並不斷的訓練以維持他的身體狀況。由於生物化學的改變，羅傑斯的身體開始惡化，有一段時間他必須戴上動力外骨骼，最終又再一次陷入假死狀態。在此期間，他被輸入了紅骷髏的血液，治癒了他的病情，並穩定了在他的系統中的超級士兵病毒。美國隊長接著重返打擊犯罪和復仇者聯盟的生活。
先前被認定因出任務死亡的雪倫·卡特也被證實是偽裝死亡，並與羅傑斯開始了戀人關係。羅傑斯在這段時間失去了他的盾牌，並以另一個能量盾作為臨時替代品。羅傑斯接著遇到了新的敵人普羅托賽德，一名在重生計畫成功前，接受失敗的超級士兵血清的反派。在一段時間之後，羅傑斯的原始盾牌被取回，但後來在與超越者的戰鬥中遭受了一種奇妙的傷害導致它被粉碎，這種傷害能觸發一種“汎合金癌”，能夠摧毀世界上所有的汎合金，羅傑斯在與尤里西斯·克勞戰鬥時用破碎的盾牌抵擋他的音波攻擊，沒想到他的音波攻擊卻意外中修復了盾牌破裂的分子鍵並消除了它的汎合金癌。

### 2000年代
在九一一襲擊事件的餘波後，羅傑斯向全世界透露了他的身份並搬去了紐約的雷德胡克。在《復仇者解散》的故事中解散了復仇者聯盟之後，被神盾局僱用的羅傑斯發現巴奇還活著，他被蘇聯拯救並被改造為“酷寒戰士”。羅傑斯重新恢復與雪倫的一次又一次的關係。在超人類監獄筏（Raft）的逃獄事件後，羅傑斯和「鋼鐵人」東尼·史塔克組建了一個新的復仇者團隊來追捕逃獄者。
在2006-2007的漫畫《內戰》的故事中，羅傑斯反對超人類登記法，該法案強制美國的每個超人類向政府登記其身份並擔任許可特工，於是他領導反對派超人類進行反登記運動。在雙方發生衝突並對公眾造成嚴重的仇恨和危險之後，美國隊長自願投降並命令反登記隊伍停下來。
在漫畫故事《美國隊長的死亡》中，羅傑斯在內戰後前往聯邦法院準備接受審問時，被受到了反派浮士德博士催眠的雪倫給擊斃。在《墮落之子：美國隊長之死》中，顯示了各個超級英雄對羅傑斯遇刺事件的震驚反應，巴奇則按照羅傑斯的生前要求，扮演美國隊長的角色。
在2009年的《美國隊長：重生》中表示羅傑斯並沒有死亡，因為雪倫在被催眠時射殺羅傑斯使用的那把槍並非普通手槍，導致羅傑斯的意識正在時間中不停穿梭，出現在他一生的不同時刻。雖然羅傑斯設法通過在克里-史克魯爾戰爭期間告訴幻視這件事，以向未來傳達信息，但是紅骷髏將羅傑斯送回到現在，並控制著羅傑斯的身心。羅傑斯最終重獲控制權，並在盟友的幫助下擊敗了紅骷髏。在隨後的《美國隊長：誰將揮舞盾牌？（Captain America: Who Will Wield the Shield?）》中，羅傑斯正式授予巴奇他的美國隊長盾牌並要求他繼續擔任美國隊長。美國總統也對羅傑斯的反登記行動給予了充分的赦免。

### 2010年代
在“黑暗王朝”與圍城之後，美國總統任命羅傑斯為“美國最高警察”和國家安全部門的負責人，取代諾曼·奧斯朋擔任神盾局的第十任執行主任。“超人類登記法”被廢除，羅傑斯重新建立復仇者聯盟，但是讓巴奇繼續擔任美國隊長的身分。在《史蒂夫·羅傑斯：超級士兵》中，他遇到了亞伯拉罕·厄斯金教授的孫子雅各·厄斯金，亦是超級士兵計劃的志願者之一的泰勒·帕克斯頓的兒子。不久後，羅傑斯成為了秘密超級英雄團隊秘密復仇者的領袖。
在《恐懼本身》的故事情節中，羅傑斯在了解到大蛇神的威脅後重新出現了。在巴奇看似死於與原罪 （當時獲得了神力成為冬之女神斯卡蒂，大蛇神的手下）的戰鬥之後，史蒂夫·羅傑斯穿回了他的美國隊長制服。當復仇者聯盟和新復仇者與斯卡蒂（Skadi）戰鬥時，大蛇神加入了戰局並赤手空拳打破了美國隊長的盾牌。美國隊長和復仇者聯盟最終組建了一支民兵隊，以便最後一次對抗大蛇神。在最後的戰鬥中，美國隊長使用雷神索爾的雷神之鎚與斯卡蒂戰鬥，直到索爾設法殺死大蛇神。在戰鬥結束後，鋼鐵人向他展示了他的重鑄盾牌，儘管留下了傷痕，但是變得更強大了，因為注入了烏魯金屬的增強。據透露，美國隊長、尼克·福瑞和黑寡婦是唯一知道巴奇並沒有在與斯卡蒂戰鬥中死亡的人，因此巴奇恢復了他作為酷寒戰士的身份。
在《復仇者聯盟 VS X戰警》的故事中，美國隊長試圖逮捕X戰警的新成員霍普。她是鳳凰之力的新目標宿主，鳳凰之力是一個具有極強大破壞性的宇宙力量。美國隊長認為鳳凰之力太危險了，不能寄託在一個人身上，並試圖阻止霍普擁有它。獨眼龍和X戰警的成員們則認為鳳凰之力能拯救變種人並反對美國隊長的想法。結果造成了一系列戰鬥，最終將兩支隊伍帶到了月球的藍色區域。鳳凰之力最後被五名X戰警的成員（獨眼龍、納摩、鋼人、秘客和艾瑪·佛斯特）共同擁有，並使這五人逐漸失控，使得復仇者處於極端劣勢。不過鳳凰五人組最終還是被擊潰，獨眼龍因為將變種人世界變成了一個封建國家且殺害X教授而被監禁。在事件結束後，羅傑斯對鳳凰之力的想法被證明是正確的。
在獨眼龍被監禁之後，羅傑斯認為復仇者應該為變種人做更多的事情來幫助他們，而不是讓世界憎恨他們，他開始計劃一個新的復仇者小組，希望聯合變種人和人類。他選擇了衝擊波領導他的團隊並成為代表變種人的新領導者，就像X教授和獨眼龍曾經一樣。復仇者聯合X戰警的隊伍-非凡復仇者就此成立。
他們的第一個威脅是紅骷髏的回歸，更具體地說，是1942年被創造的紅骷髏的複製人，並且在本尊死亡的情況下保持停滯狀態，他篡奪了X教授的身體，讓自己得到了強大的心靈感應能力，他以這項能力激勵紐約市民對變種人進行大規模攻擊，來迫使緋紅女巫和小淘氣接受攻擊且不反擊。在他的手下組織S戰警的協助下，他甚至設法操縱了索爾。
不過紅骷髏的能力仍然不夠穩定，無法完全控制美國隊長，美國隊長對他的攻擊分散了他對小淘氣和緋紅女巫的注意力並解除對他們的控制。在被其他的秘密復仇者擊敗之後，紅骷髏逃走了。在此之後，小淘氣和緋紅女巫都加入了團隊。
在與一個叫做鐵釘（Iron Nail）的敵人的戰鬥中，羅傑斯體內的超級士兵血清被中和，導致他迅速老化至他的真實年齡90多歲的身體狀況。羅傑斯不再能夠參加外出任務而是保持敏銳的頭腦，他決定擔任任務協調員，組織復仇者聯盟的出擊計劃，同時任命獵鷹成為他的美國隊長官方“替代者”。接著在樞紐事件中，各復仇者和X戰警被改變思想倒置為惡棍，而幾個反派則變為英雄，羅傑斯不僅努力協調了蜘蛛人和現在被倒置為英雄的反派們的關係，還穿上了他的舊盔甲來對抗被倒置為反派的獵鷹，一直到英雄和惡棍在白骷髏（倒置成為英雄的紅骷髏）的幫助下變回正常。
在《時間流逝》故事情節中，羅傑斯質問史塔克他所知道的事情。他們之間發生了一場戰鬥，史塔克承認他一直撒謊並一直知道替代宇宙（1610號宇宙）和正史宇宙（616號宇宙）之間的入侵行動。在最後的入侵期間，終極宇宙(Earth-1610)的神盾局對正史宇宙發動全面攻擊，史塔克和羅傑斯被一個升空母艦擊中。
“全新全異”:史蒂夫·羅傑斯成為神盾局民間監督的新任主席，他回到了秘密復仇者團隊，現在團隊正使用舍費爾劇院作為他們的總部。
史蒂夫·羅傑斯後來遇到了來自807128號宇宙的金鋼狼。在擊敗金鋼狼並將他帶到加拿大艾伯塔省後，羅傑斯試圖通過向他展示616號宇宙的金鋼狼的冰凍身體來“安撫”他，這不是“他的”過去。提醒金鋼狼需要享受活著而不是沉思過去的幽靈。雖然他告訴羅傑斯他在時間線上經歷了什麼，但羅根拒絕了史蒂夫提供的幫助。
在2016年的《復仇者聯盟：對峙！》的故事情節中，羅傑斯從瑞克·瓊斯的口中得知神盾局建立了一個監獄組織「快樂山丘」（Pleasant Hill），他們使用宇宙魔方變化成的少女科比克的能力將惡棍變為普通公民。當羅傑斯被帶到快樂山丘時，他質問瑪麗亞·希爾關於科比克計畫的內容。當他們在爭論時，齊莫男爵和修理者將這些罪犯恢復為原本的樣子並襲擊了他們。希爾受傷後，羅傑斯說服齊莫男爵讓希爾得到醫治。羅傑斯隨後被護送到艾瑞克·賽維格的診所。賽維格告訴羅傑斯，科比克在快樂山丘的保齡球場。在試圖與柯比克弄清楚狀況時，羅傑斯遭到了紅骷髏攻擊。在羅傑斯被殺之前，科比克利用自己的能力將他恢復到巔峰狀態。宣布“回歸是一件好事”，史蒂夫回歸成美國隊長並與趕上來的酷寒戰士一同擊敗了紅骷髏。他們繼續尋找科比克，並發現齊莫男爵讓修理者發明了一種讓科比克服從他們的裝置。羅傑斯集結英雄，以對抗齊莫男爵。事件發生後，史蒂夫和山姆計劃暫時保守在快樂山丘發生的事情。
在《美國隊長：史蒂夫·羅傑斯》＃1（2016年7月）中表示羅傑斯從青年時期開始就是一名九頭蛇的雙重特工。這隨後被揭示是科比克恢復羅傑斯青年狀態的結果，因為她已經被紅骷髏教導說九頭蛇對世界有益，只有四歲孩子智商的科比克因此改變了現實，以便羅傑斯成為最偉大的人，科比克永久地改變了他的記憶，讓羅傑斯相信他一直是九頭蛇的成員。羅傑斯的一些原始英雄性質仍保持不變，例如幫助偽造神盾局內另一位九頭蛇成員，艾瑞克·賽維格的死亡，以及因了解傑克·弗萊格的悲慘生活和他的不朽體質，所以將他從齊莫的飛機上推下（導致傑克·弗萊格昏迷，而不是死亡）。此外，據透露，長期虐待羅傑斯的父親約瑟夫實際上是被九頭蛇殺死，而且九頭蛇欺騙了他，讓他以為約瑟死於心臟病。據透露，羅傑斯目擊了他的母親莎拉被艾麗莎·辛克萊 (Elisa Sinclair) 的九頭蛇殺死並綁架了他，這就是為什麼史蒂夫憎恨九頭蛇的邪惡，也因此計劃殺死紅骷髏的克隆並恢復九頭蛇失去的榮譽。作為他長期計劃的一部分，史蒂夫進一步將山姆·威爾森目前的形像作為“美國隊長”，因威爾森對盾牌的使用程度不夠熟練，導致他在旗幟粉碎者暗殺參議員時，無法即時使用盾牌拯救參議員的生命。目的是讓山姆灰心喪志，自己將盾牌交還給羅傑斯，因他不想殺死威爾森而冒險製造被懷疑的可能。
在2016年《內戰2》的故事情節中，隨著一名新的異人族尤利西斯·凱恩（Ulysses Cain）的出現- 他有能力通過計算複雜的模式來“預測”未來 - 羅傑斯已著手防止尤利西斯了解他的真實計劃和對九頭蛇忠誠。羅傑斯通過“強迫”對他進行某些預測來做到這一點，例如匿名提供布魯斯·班納新的伽瑪研究來激發復仇者們殺死浩克的預測影像。
後來，羅傑斯前往蘇科維亞並與黑寡婦合作，從監獄中解放自由戰士，以便他們可以收回他們的國家。在那之後，他去了他的基地，賽維格醫生對他殺死紅骷髏的計劃表示擔憂。然後他透露齊莫男爵在他的一個牢房裡，並計劃招募他。最終，在非凡復仇者擊敗並捕獲紅骷髏之後，他將紅骷髏扔下懸崖，並確認了原罪和十字骨對羅傑斯的效忠。
在2017年的《秘密帝國》故事情節中，羅傑斯作為神盾局的負責人，利用隨後的外星人入侵和大規模的超級惡棍攻擊來奪取對美國的控制權。他中和了可能反對他的超級英雄，並尋找宇宙魔方來實現九頭蛇贏得第二次世界大戰的現實。當瑞克走私有關宇宙魔方重寫羅傑斯現實的信息給剩餘的自由復仇者時，一名身穿衣衫襤褸，留著鬍鬚的男子穿著第二次世界大戰的軍裝出現，他介紹自己為史蒂夫·羅傑斯。當復仇者聯盟和九頭蛇搜索破碎的魔方的碎片時，這個失憶的史蒂夫·羅傑斯實際上是羅傑斯存在於魔方內的另一種形式，由科比克在轉變羅傑斯為九頭蛇之前對羅傑斯的記憶所創造，當她了解到她“重寫”羅傑斯作為九頭蛇的成員的決定是錯誤的之後，雖然九頭蛇至尊羅傑斯能夠重新組裝宇宙魔方，但是山姆和巴奇能夠利用魔方的一個碎片來恢復魔方中這個善良羅傑斯的“記憶”，使其成為實體存在，這個善良的羅傑斯就被他創造了出來。最後，他打敗他的九頭蛇自我，隨後使用魔方來消除由九頭蛇操縱現實造成的大部分傷害，儘管物理傷害仍然存在。九頭蛇羅傑斯仍作為一個獨立的個體存在，並被關在監獄裡，他是裡面唯一的囚犯，嘲笑恢復的羅傑斯關於他將面臨的重建聲譽的挑戰，即使羅傑斯認為這種經歷將教會每個人不要把這種盲目的信任放在另一個人身上。

## 能力

### 超級士兵血清及戰術家與指揮官能力
美國隊長原本並沒有任何超能力，而且是一位十分瘦弱的年輕人，他藉由注射超級士兵血清來刺激他的人體潛能，從而使他轉化為「完美」的體態。因此美國隊長具有極高的智商、超人的力量、敏捷度、敏銳度和耐力。他能夠在沒有任何輔助的狀態下臥推1200磅（545公斤）的重量。除此之外，血清也強化了他的新陳代謝機能，能夠將肌肉中的乳酸等會造成疲勞的物質完全代謝掉，這賜給了他正常人完全無法想像的耐久力。他能在不到一分鐘的時間內跑完1公里（每秒20米），最高時速可高達70公里，亦正是因此，使他能夠以假死的狀態被冰封了70年後復活。美國隊長的體細胞對酒精和毒素免疫，不会喝醉，對於絕大多數的疾病也具有免疫力，而且血清也延缓了他的衰老速度。
在《毒街》這集故事中，確認了羅傑斯的肉體會有規律地自動分泌超人士兵血清。
在精神方面，美國隊長豐富的戰鬥經驗將他訓練成了一位高明的戰術家以及一名優秀的戰場指揮官，隊友們在戰鬥中往往都會服從他的指揮。羅傑斯的反射神經與感覺器官都十分的敏銳，這使得他能夠毫無阻礙的習得各種武藝（拳击、空手道、合氣道、柔道等），並靠著他超人的運動能力在實戰中視戰術需要隨意組合成為一種高度洗練的戰鬥風格，也可使他的靈活度足以閃躲子彈。
在混戰中他最能夠發揮實力，就算是有時遇上遠比他強大許多的敵人，依然能夠將之擊敗。就算是在“漫威漫畫”的世界中，他也始終被公認是宇宙中眾多超級英雄裡最強的近身戰高手。
此外他曾經多次持有雷神索爾的雷神之鎚，證明了他亦擁有著高潔的品格。
由於羅傑斯對美軍很熟悉，因此他能夠對美国国防部高度機密的作戰方案給予詳細的建議。身為世界上最有名的超級英雄中的一員，也使得他能夠在廣泛的社交活動中進行間諜工作，也與神盾局（S.H.I.E.L.D.）保持著連繫。另外他在廣告藝術、畫漫畫、教育（高中歷史）、執法機關等方面也都有相當成就。

### 武器與裝備
美國隊長一共有三个盾牌，最常使用的是一個畫有星形的圆形盾牌。這個盾牌是由一種被稱為「汎合金」的罕有金屬的合金所製成，馬龍·麥連恩博士因為一場意外而製造出了以汎合金為主原料的合金，然而因為其製造過程屬於意外，所以其原料比例和合金的過程完全不明，它有著吸收能量的功能，而且是漫威宇宙中最堅硬的材質之一。長年的訓練結合其高速且準確的計算能力令他能夠人盾合一，可以百發百中地擲出盾牌，無論是狙擊、反彈敵人的攻擊、跳彈式攻擊、連續打擊多個目標或飛擲轉向至敵人的背後攻擊都完全不成問題。他遵循「不殺人」的原則，在第二次世界大戰後都沒有使用過槍類等致命武器，除非是迫於自衛。
在沒有他的經典盾牌的情況下，美國隊長有時會使用由耐用性較差的金屬製成的其他盾牌，如鋼盾或是用於模仿振動基質的光子能量盾。羅傑斯已經將他的常規盾牌交給了巴奇·巴恩斯，他隨身攜帶著一種能量盾牌的變體，用於阻擋攻擊或作為一種能夠相對輕鬆地切入金屬的即興進攻武器。就像他的汎合金盾牌一樣，能量護盾也可從多個表面彈射並回到他的手上。
美國隊長的制服是利用阻燃材料製成的，他穿著的制服下面的輕質防彈硬鋁盔甲能夠增加保護作用。最初，羅傑斯的頭盔是一個單獨的材料，但早期的戰鬥使它脫落，因此幾乎暴露了他的身份。為了防止這種情況再次發生，羅傑斯用連接材料修改了頭盔，並將其連接到他的制服上，另外一個好處就是他的盔甲也能夠覆蓋到他之前露出的脖子。作為復仇者聯盟的成員，羅傑斯有一個復仇者聯盟資格卡，作為通信設備。
美國隊長使用了由神盾局武器實驗室改裝的定制專用摩托車，以及由瓦甘達設計組打造的定制戰鬥車，能夠根據偽裝目的（紅色，白色和藍色）改變顏色，並且適合在後部存放和隱藏定制摩托車，其框架允許美國隊長從行駛的車輛上發射機車。

## 關於作者喬·西蒙
《美國隊長》（Captain America）是由喬·西蒙 (Joe Simon) 與他的最佳拍檔傑克·科比（Jack Kirby）共同創作的一系列漫畫書，西蒙出生於一個猶太裔家族並在1939年開始了他的漫畫創作，年輕的西蒙迅速竄紅，他和柯比攜手創作的《美國隊長》漫畫於1940年年底出版。
當時的歐洲和亞洲戰雲密布，美國卻置身事外，很多美國人都擔心美國早晚會受到阿道夫·希特勒的威脅。一年後發生了舉世轟動的珍珠港事件，終於把美國捲入了第二次世界大戰。《美國隊長》的漫畫以詼諧的手法描述主角制伏希特勒，風靡一時，被形容為美國精神的象徵。
美國時間2011年12月14日，西蒙被發現在其位於紐約的家中去世，終年98歲。

## 其他媒體

### 電影
- 在1944年，美国队长曾開拍電影（英语：Captain America (serial)），可是主角只是一個檢控官，而且在漫畫中很多的重要元素都在電影中被刪去，例如金屬護盾、同伴巴基（Bucky）等。此片在中国上映时片名为《无敌大探长》。
- 在1991年，電影《美國隊長》曾以录影带首映的方式推出，但在台灣曾以《閃電威龍》片名，於1992年7月4日於院線上映（近年於有線電影頻道HBO播出時，片名則改譯為《雷霆戰將》）。這套電影比1944年的更忠於原著，可是推出後得到很多的劣評，例如有人批評電影中的反派紅骷髏（Red Skull）像一個意大利法西斯主义者而不像原著中的纳粹党特工。
- 漫威電影宇宙：由克里斯·埃文斯飾演「美國隊長」史蒂夫·羅傑斯（英语：Steve Rogers (Marvel Cinematic Universe)）。
  - 《美國隊長：復仇者先鋒》（2011年）
  - 《復仇者聯盟》（2012年）
  - 《雷神索爾2：黑暗世界》（2013年）：客串，由洛基變身成美國隊長調侃索爾
  - 《美國隊長2：酷寒戰士》（2014年）
  - 《復仇者聯盟2：奧創紀元》（2015年）
  - 《蟻人》（2015年）：片尾客串
  - 《美國隊長3：英雄內戰》（2016年）
  - 《蜘蛛人：返校日》（2017年）：在蜘蛛人的校園宣導片段中客串
  - 《復仇者聯盟3：無限之戰》（2018年）
  - 《驚奇隊長》（2019年）：片尾客串
  - 《復仇者聯盟：終局之戰》（2019年）

### 動畫電影
- 《終極復仇者》
- 《終極復仇者2》
- 《天雷爭霸：復仇者聯盟》
- 《漫威未來 - 復仇者聯盟（日语：マーベル フューチャー・アベンジャーズ）》

### 電視
- 在70年代，美国队长曾開拍了兩套電視電影：《美国队长（英语：Captain America (1979 film)）》和《美國隊長 II：死亡降臨（英语：Captain America II: Death Too Soon）》。
- 漫威電影宇宙
  - 《無限可能：假如…？》第一季（2021年）[12][13]：動畫劇集，由喬許·基頓（英语：Josh Keaton）聲演。在第一集中，史提芬·羅傑斯沒有注射超級士兵的血清成為「美國隊長」，改由佩姬·卡特成為超級士兵「卡特隊長」。其後，霍華·史塔克利用宇宙魔方（英语：Cosmic Cube）為羅傑斯另外製造一套機甲戰衣。羅傑斯駕駛機甲成為「九頭蛇踩踏者」。
  - 《喪屍英雄》（2025年）：動畫劇集

### 電子遊戲
- 在2011年7月19日配合電影，SEGA Europe和漫威一同推出《美國隊長：超級士兵》（Captain America: Super Soldier）這款遊戲，平台包括PS3、Xbox360和PSP。
- 《漫威英雄 Online》：玩家創角時可選擇美國隊長為遊戲角色，或另付費購買。
- 《MARVEL未來之戰》：手機遊戲，美國隊長是玩家可使用角色之一。
- 《漫威英雄》，對戰格鬥遊戲。玩家可使用的角色之一。
- 《漫威英雄VS快打旋風》，2對2形式對戰格鬥遊戲。玩家可使用的角色之一。
- 《美國超人VS卡普空群雄》，2對2形式對戰格鬥遊戲。玩家可使用的角色之一。
- 《美國超人VS卡普空群雄2》，3對3形式對戰格鬥遊戲。玩家可使用的角色之一。
- 《美國超人VS卡普空群雄3》，3對3形式對戰格鬥遊戲。玩家可使用的角色之一。
- 《漫威超級戰爭》
- 《漫威復仇者聯盟》：由Jeff Schine配音。
- 《美國隊長與復仇者聯盟》（Captain America and The Avengers），是Data East在1991年開發的一款街機遊戲。以漫威人物（復仇者聯盟）為特色。
- 《MARVEL未來革命》
- 《漫威午夜之子》
- 《漫威爭鋒》：由布萊恩·布魯姆（英语：Brian Bloom）配音。

## 外部連結
- （英文）美國隊長 （页面存档备份，存于） at the Marvel Universe wiki
- （英文）美國隊長 （页面存档备份，存于） at comicshistory